# Listă de scriitori francezi

## Secolul XII-XV
- Béroul
- Chrétien de Troyes
- Marie de France
- Guillaume de Marchaut
- Eustache Deschamps
- François Villon
- Jean Froissart

## Secolul XVI
- François Rabelais
- Clément Marot
- Pierre de Ronsard
- Joachim du Belay

## Secolul XVII

### Literatura „prețioasă” (1610-1650)
- François de Malherbe
- Marie Le Roy de Gomberville
- Madeleine de Scudéry

### Clasicismul (1660-1720)
- Pierre Corneille
- Nicolas Boileau
- Jean de La Fontaine
- Jean Racine
- Jean-Baptiste Poquelin, zis Molière
- Jacques-Bénigne Bossuet
- Charles Perrault
- Bernard le Bovier de Fontenelle
- Jean de La Bruyère

## Secolul XVIII

### Iluminiștii - Enciclopediștii
- Charles de Secondat, baron de Montesquieu
- François Marie Arouet, zis Voltaire
- Jean-Jacques Rousseau
- Denis Diderot
- Luc de Clapiers de Vauvenargues

### Literatura critică și galantă
- Bernardin de Saint-Pierre
- Choderlos de Laclos
- Pierre Marivaux
- Pierre Augustin de Beaumarchais
- André Chenier
- Antoine Rivarol

## Secolul XIX
- Auguste Villiers de l'Isle-Adam
- Émile Souvestre

### Preromanticii
- Benjamin Constant
- Madame de Staël
- François-René de Chateaubriand

### Romantismul
- Alphonse de Lamartine
- Alfred de Vigny
- Alfred de Musset
- Victor Hugo
- Stendhal (Henri-Marie Beyle)
- Prosper Mérimée
- Gérard de Nerval
- George Sand
- Alexandre Dumas père

### Școala Parnassiană
- Charles Leconte de Lisle
- Théophile Gautier
- Sully Prudhomme
- François Coppée
- José María de Heredia

### Dandismul
- Charles Baudelaire
- Jules-Amédée Barbey d'Aurevilly

### Realismul
- Edmond și Jules Goncourt
- Gustave Flaubert
- Honoré de Balzac
- Eugène Labiche
- Alexandre Dumas fiul

### Simbolismul
- Stéphane Mallarmé
- Paul Verlaine
- Arthur Rimbaud
- Jean Moréas
- Henri de Régnier
- Charles Baudelaire

### Naturalismul
- Émile Zola
- Guy de Maupassant
- Alphonse Daudet
- Pierre Loti
- Jules Renard

## Secolul XX

### Reacția împotriva naturalismului
- Anatole France
- Marcel Proust
- Paul Claudel
- Eugène Dabit
- Romain Rolland
- Guillaume Apollinaire
- Paul Valéry
- Alain Fournier

### Dadaismul
- Tristan Tzara
- Philippe Soupault

### Suprarealismul
- André Breton
- Paul Eluard
- Max Jacob
- Louis Aragon

### Perioada interbelică
- Jean Supervieille
- Roger Martin du Gard
- Georges Duhamel
- Jules Romains
- François Mauriac
- Louis-Ferdinand Céline
- André Gide
- André Malraux
- Jean Cocteau
- Henri de Montherlant
- Jean Anouilh
- Jean Giraudoux

### Existențialismul
- Jean-Paul Sartre
- Simone de Beauvoir
- Albert Camus
- Boris Vian

### Literatura de după război

#### roman
- Serge Brussolo
- Michel Butor
- Pascal Bruckner
- Nathalie Sarraute
- Alain Robbe-Grillet
- Georges Penac
- Marguerite Duras
- Roger Vaillant
- Michel Houellebecq

#### Poezia
- Pierre Garnier
- Henri Chopin
- Raymond Queneau
- Jacques Roubaud
- Henri Michaux

#### Teatrul
- Arthur Adamov
- Jean Genet
- Jacques Audiberti
- Samuel Beckett
- Eugène Ionesco (Eugen Ionescu)

#### Critica literară
- Sainte Beauve
- Roland Barthes
- Jean Starobinski
- Julia Hristeva

## Vezi și
- Listă de scriitori francezi de literatură fantastică
- Listă de dramaturgi francezi
- Listă de poeți francezi
- Listă de scriitori francezi de literatură științifico-fantastică